# Bremer
De Bremer is een beek in Nederland en  België die samen met de Reutsche Loop de Heerlese Loop vormt vlak bij Ulicoten. De beek ontspringt op een hoogte van 25 meter boven NAP.

## Loop
De beek ontspringt ten zuidwesten van de N639, wanneer de weg nog net door Baarle-Nassau loopt. De Bremer stroomt daarna langs het Goordonk en de Zuiverinstallatie. De beek kabbelt verder en stroomt uiteindelijk langs Ulicoten. En even verder komt hij samen met de Reutsche Loop en vormen ze de Heerlese Loop

## Geografie
De nabij gelegen kernen bij de Bremer zijn: Baarle-Nassau, Baarle-Hertog en Ulicoten.